# Acidiella maculipennis
Acidiella maculipennis är en tvåvingeart som först beskrevs av Friedrich Georg Hendel 1927.  Acidiella maculipennis ingår i släktet Acidiella och familjen borrflugor. Inga underarter finns listade i Catalogue of Life.